# (99949) Miepgies
(99949) Miepgies est un astéroïde de la ceinture principale.

## Description
(99949) Miepgies est un astéroïde de la ceinture principale. Il fut découvert le 16 mars 1972 à l'Observatoire Palomar par Tom Gehrels. Il présente une orbite caractérisée par un demi-grand axe de 2,57 UA, une excentricité de 0,15 et une inclinaison de 29,4° par rapport à l'écliptique.

## Compléments